# Hội đồng Khoa học Xã hội Quốc tế
Hội đồng Khoa học Xã hội Quốc tế viết tắt theo tiếng Anh là ISSC (International Social Science Council) là một tổ chức quốc tế dành cho hợp tác quốc tế vì sự tiến bộ của khoa học xã hội. Ngày nay nó có vị trí cao nhất, là mái nhà của các tổ chức nghiên cứu khoa học xã hội
ISSC được UNESCO thành lập năm 1952 tại Paris, Pháp. Ban điều hành ISSC đặt tại Paris, Pháp. Chủ tịch đương nhiệm 2015 là Alberto Martinelli từ Italy..
Tại cuộc gặp với Hội đồng Khoa học Quốc tế (ICSU) ở Đài Bắc, Đài Loan tháng 10/2017 hai tổ chức đã quyết định hợp nhất ISSC với ICSU thành International Science Council (ISC), hoàn tất hợp nhất tháng 7/2018 .

## Lịch sử
Đại hội đồng UNESCO lần thứ 6, năm 1951 tại Paris (Pháp) đưa ra một nghị quyết về thành lập. Ngày 6-9 tháng 10 năm 1952 tại Paris ISSC chính thức ra đời.
Năm 1972, ISSC đã được chuyển đổi thành tổ chức bảo trợ cho các hội nghề nghiệp quốc tế. Từ năm 1992 bảo trợ tổ chức khoa học quốc gia và khu vực thành viên trong lĩnh vực khoa học xã hội.

## Mục tiêu
- Khuyến khích nghiên cứu khoa học xã hội ở các quốc gia và khu vực;
- Hỗ trợ xây dựng năng lực khoa học xã hội, đặc biệt là ở các quốc gia và khu vực hiện chưa phát triển;
- Đầu mối cho các thu thập, giải thích, phân tích và phổ biến các dữ liệu về tài nguyên khoa học xã hội và tính sẵn sàng của họ để nghiên cứu và tác động của nó đối với xã hội;
- Phát triển hợp tác liên ngành giữa các ngành khoa học xã hội;
- Thúc đẩy công tác liên ngành giữa các ngành khoa học xã hội, nhân văn và khoa học khác;
- Sử dụng kiến thức khoa học xã hội cho chính sách công và nhu cầu của địa phương để nâng cao chất lượng cuộc sống của người dân
- Xúc tiến các kỹ năng xã hội của công dân.[2]

## Thành viên
Thành viên liên hiệp 
| Viết tắt | Thành viên                                          | Tên gốc                                                        |
| -------- | --------------------------------------------------- | -------------------------------------------------------------- |
| IASSA    | Hiệp hội Khoa học Xã hội Bắc Cực Quốc tế            | International Arctic Social Sciences Association               |
| WFMH     | Liên đoàn Thế giới về Sức khỏe Tâm thần             | World Federation for Mental Health                             |
| WAPOR    | Hiệp hội Thế giới về Nghiên cứu Ý kiến Cộng đồng    | World Association for Public Opinion Research                  |
| 4S       | Hội Nghiên cứu Xã hội Khoa học                      | Society for Social Studies of Science                          |
| IUSSP    | Liên đoàn Quốc tế về Nghiên cứu Khoa học Dân số     | International Union for the Scientific Study of Population     |
| IUPsyS   | Liên đoàn Khoa học Tâm lý Quốc tế                   | International Union of Psychological Science                   |
| IUAES    | Liên đoàn Quốc tế về Khoa học Nhân chủng và Dân tộc | International Union of Anthropological & Ethnological Sciences |
| ISA      | Hiệp hội Xã hội học Quốc tế                         | International Sociological Association                         |
| ISEE     | Hiệp hội Kinh tế Sinh thái Quốc tế                  | International Society for Ecological Economics                 |
| IPSA     | Hiệp hội Khoa học Chính trị Quốc tế                 | International Political Science Association                    |
| IPRA     | Hiệp hội Nghiên cứu Hòa bình Quốc tế                | International Peace Research Association                       |
| IIAS     | Viện Khoa học Hành chính Quốc tế                    | International Institute of Administrative Sciences             |
| IGU      | Hội liên hiệp Địa lý Quốc tế                        | International Geographical Union                               |
| IEA      | Hiệp hội Kinh tế Quốc tế                            | International Economic Association                             |
| IALS     | Hiệp hội Khoa học Pháp lý Quốc tế                   | International Association of Legal Science                     |

Thành viên liên kết được ghi danh như sau đây, nhưng khi truy cập web của họ thì thấy có cơ quan có hoạt động không rõ ràng.
| Viết tắt | Thành viên                                      | Tên gốc |
| -------- | ----------------------------------------------- | --- |
| SCA      | Hội đồng Khoa học châu Á                        | Science Council of Asia scj.go.jp                                                                          |
| WCAA     | Hội đồng Thế giới các Hiệp hội Nhân học         | World Council of Anthropological Associations wcaanet.org                                                  |
| SSRC     | Hội đồng Nghiên cứu Khoa học Xã hội             | Social Science Research Council ssrc.org                                                                   |
| ISA      | Hiệp hội Nghiên cứu Quốc tế                     | International Studies Association isanet.org                                                               |
| IFDO     | Liên đoàn Quốc tế các Tổ chức Dữ liệu           | International Federation of Data Organisations ifdo.org                                                    |
| IAAP     | Hiệp hội Tâm lý học Ứng dụng Quốc tế            | International Association of Applied Psychology iaapsy.org                                                 |
| ECPR     | Hiệp hội Nghiên cứu Chính trị châu Âu           | European Consortium for Political Research ecprnet.eu Lưu trữ ngày 14 tháng 1 năm 2013 tại Wayback Machine |
| EADI     | Hiệp hội các viện Đào tạo và Phát triển châu Âu | European Association of Development Research and Training Institutes eadi.org                              |
| ACSS     | Viện Hàn lâm Khoa học Xã hội                    | Academy of Social Sciences acss.org.uk                                                                     |
| APLS     | Hiệp hội Chính trị và Khoa học Đời sống         | Association for Politics and the Life Sciences aplsnet.org                                                 |

## Hoạt động
Hội đồng ISSC thực hiện đại hội 2 năm một kỳ, nhưng các năm 1971, 1972, 1974 có kỳ họp bất thường. Tại đại hội Nagoya-2010 đã sửa lại là 3 năm họp một kỳ đại hội.
| Năm   | Địa điểm | Địa điểm | Chủ tịch | Chủ tịch |
| ----- | --- | --- | --- | --- |
| 2017  | Tại cuộc gặp ở Đài Bắc, Đài Loan tháng 10/2017 đã quyết định hợp nhất ISSC với ICSU · thành International Science Council (ISC), hợp nhất hoàn tất tháng 7/2018 | Tại cuộc gặp ở Đài Bắc, Đài Loan tháng 10/2017 đã quyết định hợp nhất ISSC với ICSU · thành International Science Council (ISC), hợp nhất hoàn tất tháng 7/2018 | Tại cuộc gặp ở Đài Bắc, Đài Loan tháng 10/2017 đã quyết định hợp nhất ISSC với ICSU · thành International Science Council (ISC), hợp nhất hoàn tất tháng 7/2018 | Tại cuộc gặp ở Đài Bắc, Đài Loan tháng 10/2017 đã quyết định hợp nhất ISSC với ICSU · thành International Science Council (ISC), hợp nhất hoàn tất tháng 7/2018 |
| 2016  | Sandvika | Na Uy | Alberto Martinelli | Ý |
| 2013  | Montreal | Canada | Olive Shisana | Nam Phi |
| 2010  | Nagoya | Nhật Bản | Olive Shisana | Nam Phi |
| 2008  | Cape Town | Nam Phi | Gudmund Hernes | Na Uy |
| 2006  | Alexandria | Ai Cập | Lourdes Arizpe | México |
| 2004  | Bắc Kinh | Trung Quốc | Lourdes Arizpe | México |
| 2002  | Vienna | Áo | Kurt Pawlik | Đức |
| 2000  | Paris | Pháp | Kurt Pawlik | Đức |
| 1998  | Paris | Pháp | Else Øyen | Na Uy |
| 1996  | Paris | Pháp | Luis I. Ramallo | Tây Ban Nha |
| 1994  | Paris | Pháp | Luis I. Ramallo | Tây Ban Nha |
| 1992  | Paris | Pháp | Candido Mendes | Brasil |
| 1990  | Palma de Mallorca | Tây Ban Nha | Candido Mendes | Brasil |
| 1988  | Barcelona | Tây Ban Nha | Candido Mendes | Brasil |
| 1985″ | Paris | Pháp | Candido Mendes | Brasil |
| 1983  | Paris | Pháp | Candido Mendes | Brasil |
| 1981  | Paris | Pháp | Arthur Summerfield | Anh Quốc |
| 1979  | Paris | Pháp | Arthur Summerfield | Anh Quốc |
| 1977  | Paris | Pháp | Stein Rokkan | Na Uy |
| 1975  | Paris | Pháp | Stein Rokkan | Na Uy |
| 1974″ | Paris | Pháp | Stein Rokkan | Na Uy |
| 1973  | Paris | Pháp | Stein Rokkan | Na Uy |
| 1972* | Paris | Pháp | John Stoetzel | Pháp |
| 1971″ | Paris | Pháp | John Stoetzel | Pháp |
| 1970  | Paris | Pháp | Sjoerd Groenman | Hà Lan |
| 1965  | Paris | Pháp | Sjoerd Groenman | Hà Lan |
| 1961  | Paris | Pháp | Donald Young | Hoa Kỳ |
| 1959  | Paris | Pháp | Donald Young | Hoa Kỳ |
| 1957  | Paris | Pháp | Donald Young | Hoa Kỳ |
| 1955  | Paris | Pháp | Donald Young | Hoa Kỳ |
| 1953  | Paris | Pháp | Donald Young | Hoa Kỳ |